# Gen Nómade
Gen Nómade es un programa chileno del género telerrealidad para el canal TVN, serie limitada de 14 episodios, creado por Teresa Abumohor, protagonizado por ella y Nathaly Pinheiro, codirigido y grabado con Christopher Peters.
Rodado en febrero a mayo de 2018 en la Amazonia, recorriendo desde su origen en Perú hasta su desembocadura en Brasil.

## Trama
Las protagonistas se internan tres meses en la Amazonia para conocer sus indígenas, la cultura precolombina y la selva amazónica, visitando Perú, Colombia y Brasil. Deberán enfrentarse con lugares deshabitados, el feroz clima y la mayor biodiversidad del mundo, pero serán ayudadas en su aventura por la gente local.

## Episodios
| 1 de 14 | La otra cara del mercado       | Iquitos               | 8 de agosto de 2018      |  |  |
| Tere y Nathaly conocen el Barrio de Belén con su famoso mercado donde se comercializan ilegalmente animales protegidos y pasan la noche en un palafito humilde sobre el río Itaya. Luego conviven con cazadores, y proveedores, del mercado de Belén asentados sobre el río Napo.                                                                   |                                |                       |                          |  |  |
| 2 de 14 | El kambó                       | Distrito del Yavarí   | 15 de agosto de 2018     |  |  |
| Las amigas se internan, a bordo de una avioneta de la FAP, en la selva peruana para encontrar a los mayoruna: una tribu que practicó el canibalismo y mantiene la poligamia. Participan de la ceremonia del kambó, secreción alucinógena de la rana mono gigante y se descomponen para luego sentirse renovadas.                                    |                                |                       |                          |  |  |
| 3 de 14 | El regreso                     | Distrito de Yaquerana | 22 de agosto de 2018     |  |  |
| Las aventureras ayudan con la recolección de yuca y abandonan la Colonia Angamos hacia la civilización. Luego de 10 horas en canoa y 50 kilómetros a pie (2 noches), llegan a una ruta donde un tuctuc las lleva a la ciudad de Requena. |                                |                       |                          |  |  |
| 4 de 14 | El nacimiento del Amazonas     | Provincia de Caylloma | 29 de agosto de 2018     |  |  |
| Tere y Nathaly parten de Arequipa subiendo de 2300 a 3900 m s. n. m. hacia Sibayo y allí encuentran restos óseos en una tumba inca. Con camionetas 4×4 emprenden la subida al volcán Mismi pero no logran avanzar debido a la nieve y bajan hasta Chivay, al otro día logran su objetivo y mediante rápel descienden al arroyo glacial Carhuasanta. |                                |                       |                          |  |  |
| 5 de 14 | Desconocido                    | Bandera de ?          | 5 de septiembre de 2018  |  |  |
| |                                |                       |                          |  |  |
| 6 de 14 | Desconocido                    | Bandera de ?          | 12 de septiembre de 2018 |  |  |
| |                                |                       |                          |  |  |
| 7 de 14 | Desconocido                    | Bandera de ?          | 19 de septiembre de 2018 |  |  |
| |                                |                       |                          |  |  |
| 8 de 14 | Desconocido                    | Bandera de ?          | 26 de septiembre de 2018 |  |  |
| |                                |                       |                          |  |  |
| 9 de 14 | Desconocido                    | Bandera de ?          | 3 de octubre de 2018     |  |  |
| |                                |                       |                          |  |  |
| 10 de 14 | Desconocido                    | Bandera de ?          | 10 de octubre de 2018    |  |  |
| |                                |                       |                          |  |  |
| 11 de 14 | Desconocido                    | Bandera de ?          | 17 de octubre de 2018    |  |  |
| |                                |                       |                          |  |  |
| 12 de 14 | Desconocido                    | Bandera de ?          | 24 de octubre de 2018    |  |  |
| |                                |                       |                          |  |  |
| 13 de 14 | Yanomamis: la tribu feroz      | Roraima               | 31 de octubre de 2018    |  |  |
| Tere se enferma de malaria y Nathaly ayuda a la construcción de una escuela. En medio se cruzan con una anaconda y la camioneta en la que viajan se descompone. |                                |                       |                          |  |  |
| 14 de 14 | Remando hacia la desembocadura | Amapá                 | 7 de noviembre de 2018   |  |  |
| En su última aventura las amigas, ignorando las advertencias de la peligrosidad del río y la presencia de piratas, reman en una canoa hacia la desembocadura del Amazonas. En su odisea conocen la producción de mandioca y elaboración del farofa, deben pasar la noche en la ribera y concluyen su viaje.                                         |                                |                       |                          |  |  |